# Antonio Cirillo
Antonio Cirillo (3 de agosto de 1975) es un deportista italiano que compitió en remo como timonel. Ganó cuatro medallas en el Campeonato Mundial de Remo entre los años 1994 y 1999.

## Palmarés internacional
| Campeonato Mundial | Campeonato Mundial            | Campeonato Mundial | Campeonato Mundial      |
| Año                | Lugar                         | Medalla            | Prueba                  |
| ------------------ | ----------------------------- | ------------------ | ----------------------- |
| 1994               | Indianápolis (Estados Unidos) | Medalla de plata   | Dos con timonel         |
| 1995               | Tampere (Finlandia)           | Medalla de oro     | Dos con timonel         |
| 1998               | Colonia (Alemania)            | Medalla de bronce  | Ocho con timonel ligero |
| 1999               | St. Catharines (Canadá)       | Medalla de bronce  | Ocho con timonel ligero |